# West Odessa
West Odessa est une census-designated place située dans le comté d'Ector, dans l’État du Texas, aux États-Unis. Sa population s’élevait à 22 707 habitants lors du recensement de 2010.